# Vårtsjötjärnarna (Anundsjö socken, Ångermanland, 705532-159079)
Vårtsjötjärnarna är en sjö i Örnsköldsviks kommun i Ångermanland och ingår i Moälvens huvudavrinningsområde.